# Poitevinstraat
De Poitevinstraat is een straat in Brugge.

## Beschrijving
De straat is genoemd naar de vleeshandelaar Willem Poitevin die er woonde. In 1310 kreeg hij een toelage van de stad voor het bestraten op eigen kosten. In 1318 herstelde de stad een waterput die stond in 't straetkin bachten Willem Poitevins.
De familienaam wees naar de streek waar hij of zijn voorouders uit afkomstig waren: Poitou of streek van Poitiers. De naam werd in het Middelnederlands geschreven als Poitevijn of Potevijn.
De Poitevinstraat (in Brugge uitgesproken als Pottevien) is vooral bekend vanwege de 'pestschilderij' die zich op de hoek met de Sint-Jorisstraat bevindt.
De Poitevinstraat loopt van de Sint-Jorisstraat naar de Ezelstraat.